# Ricky van Helden

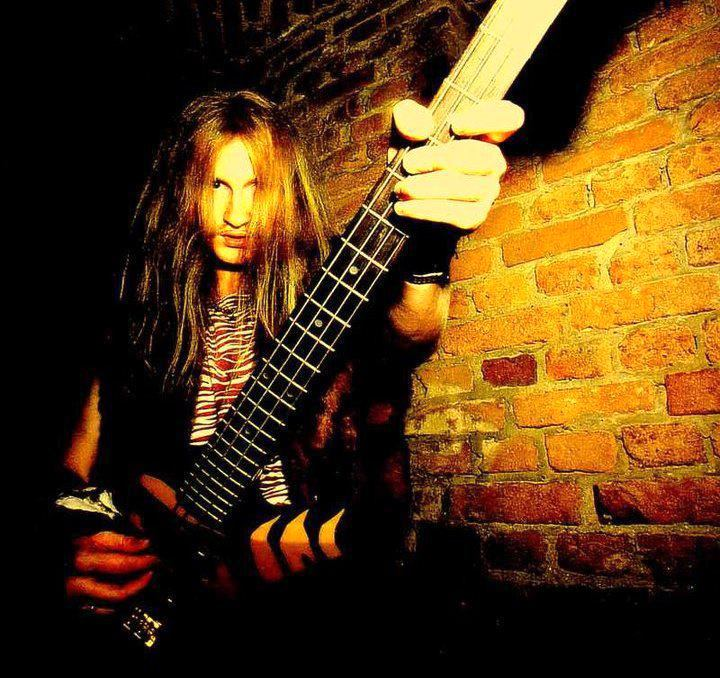
Ricky van Helden, 1985

Ricky van Helden (* 18. Juni 1959 in Nienburg/Weser) ist ein deutscher Rockmusiker, Produzent, Komponist und Texter; er gründete u. a. im Jahr 1984 die Gruppe ATTACK.

## Musikalische Karriere
Im Alter von zwölf Jahren war Ricky van Helden ein Fan der britischen Glam-Rock-Gruppe T. Rex, was ihn bald dazu brachte, sich für Congas zu interessieren und diese auch zu erlernen. Mit 14 Jahren begann er dann Schlagzeug zu spielen und sich gleichzeitig auf unterschiedlichen Instrumenten autodidaktisch weiterzubilden. Inspiriert von Bands wie Jethro Tull, Led Zeppelin und Rush, verfestigte sich schon früh sein Wunsch nach einem eigenständigen Weg in der Musik-Branche. Er wird heute als Multiinstrumentalist bezeichnet, weil er, neben Bass u. Schlagzeug, auch Keyboards, elektrische/akustische Gitarre, Cello und Querflöte spielt. Zudem ist er Sänger.
In den frühen 1980er Jahren war er in Hannover als Studio-Musiker tätig und spielte unter anderem bei der Progressiv-Rock-Gruppe LYRA, mit der er bei verschiedenen Open-Air-Festivals auftrat und durch norddeutsche Clubs tingelte, Schlagzeug. Nachdem sich LYRA 1983 aufgelöst hatte, gründete er kurze Zeit später die Rockband ATTACK, wo er als Bassist und Sänger nahezu alle Songs der Gruppe komponierte und arrangierte. Mit ATTACK nahm Ricky van Helden bis dato insgesamt neun Studio-Alben auf; darunter Werke wie Destinies of War (1989), Seven years in the Past (1992) und The Secret Place (1995), was ihm dann schließlich auch international zu weiterer Bekanntheit verhalf. Zudem übernahm er bei einigen Produktionen nicht nur die musikalische, sondern auch die technische Leitung und betätigte sich als Produzent und Tontechniker.
1992 gründete er das Label Iceland-Records, nachdem er bereits ein Jahr zuvor sein eigenes Tonstudio eröffnet hatte und produzierte von diesem Zeitpunkt an, neben ATTACK auch einige andere Bands und Interpreten aus den teilweise unterschiedlichsten Musikrichtungen.
Das musikalische Spektrum von Ricky van Helden reicht von symphonischen Klängen bis hin zum melodiösen Power Metal, wobei gelegentlich klassische Elemente wie zum Beispiel von Edvard Grieg; Modest Mussorgsky und Johann Sebastian Bach einfließen, während er sich textlich vorwiegend mittelalterlich mystischen Themen widmet. Gelegentlich sind aber auch sozialkritische Aussagen in seinen Texten zu finden.
Zu seinen bekannteren Stücken gehören das epische Death Rider, die Ballade Walk Alone, sowie On the run, was neben Songs von Bands wie Angra, Running Wild und Stratovarius auf dem, 1994 in Japan über JVC/Victor Entertainment erschienenen, Pure Metal Sampler Vol. 2 veröffentlicht wurde.
Nach den Aufnahmen des ATTACK-Albums Deadlocked zog sich Ricky van Helden dann 1998, völlig unerwartet und aus bisher nicht näher bekannten Gründen aus der Musik-Szene zurück und arbeitet seither allein in seinem Studio an verschiedenen neuen Projekten.
Im Jahre 2011 übernahm er dann das Pre-Mastering und den Schnitt für ein Re-Release des 1995er ATTACK-Albums The Secret Place, was in Griechenland als limitierte Vinyl- und CD-Version im gleichen Jahr erschien, sowie die Produktion der 80-minütigen ATTACK-Kompilation Warriors of Time, welche in Europa und Südamerika veröffentlicht wurde.

## Diskografie

### Kompositionen (Auswahl)
- Mouse In A Maze 1984, Single ATTACK, 2 Titel
- Danger In The Air 1984, LP ATTACK, 8 Titel
- Return Of The Evil 1985, LP ATTACK, 9 Titel
- Beastkiller, 1996, CD ATTACK, 10 Titel
- Destinies Of War, 1989, CD ATTACK, 10 Titel
- Seven Years In The Past, 1993, CD ATTACK, 10 Titel
- Revitalize, 1994, CD ATTACK, 15 Titel
- The Secret Place, 1995, CD ATTACK, 9 Titel
- Deadlocked, 1996, CD ATTACK, 7 Titel

#### Sampler-Beiträge
- On the run, 1994, CD Pure Metal Vol. 2

### Produzenten-Tätigkeiten (Auswahl)
- Destinies Of War ATTACK 1989
- End Of Society’s ENTOPHYTE 1992
- Dig It Man! WHITE MAN BURNT 1993
- The Secret Place ATTACK 1995
- Another One Sucks The Dust DUSTSUCKER 1996
- Fear Of Silence HORUS 1996
- Warriors of Time ATTACK 2011

### Iceland-Records (Auswahl)
- Seven Years In The Past ATTACK 1992
- California SONACAY 1992
- Return Of The Evil ATTACK 1993
- Gonna Get Ya HEXASS 1994
- In Memory Of Bon Scott BIG BALLS 1997
- Fortune Memories SPECIAL EXPERIMENT 1998